# Juan Tomás Enríquez de Cabrera y Ponce de León
Juan Tomás Enríquez de Cabrera y Ponce de León, Almirall de Castella i comte de Melgar (Gènova, 21 de desembre de 1646 - Estremoz, 29 de juny de 1705) va ser un noble, militar, diplomàtic i home d'estat espanyol de la Nissaga Enríquez. Va ser l'onzè i darrer Almirall de Castella, VII Duc de Medina de Rioseco, X Comte de Melgar i comte de Módica, governador de Milà, virrei de Catalunya, membre del consell d'estat i cavallerís reial durant el regnat de Carlos II, tinent general d'Andalusia, general de l'Oceà i ambaixador a Roma i França. La seva presa de posició a favor del pretendent Carlos d'Àustria durant la Guerra de Successió Espanyola va provocar la seva caiguda i exili.

## Orígens familiars
Va ser el primogènit dels 13 fills de l'almirall de Castella Juan Gaspar Enríquez de Cabrera y Sandoval; va néixer a Gènova de manera circumstancial, quan la seva mare Elvira Álvarez de Toledo Osorio Ponce de León i el seu avi patern Juan Alfonso Enríquez de Cabrera y Colonna, virrei de Nàpols, van fer escala en aquesta ciutat en el seu viatge de tornada a Espanya des de Nàpols, conclòs el període de virregnat del seu avi.
| Genealogia de Juan Tomás Enríquez de Cabrera | Genealogia de Juan Tomás Enríquez de Cabrera | Genealogia de Juan Tomás Enríquez de Cabrera | Genealogia de Juan Tomás Enríquez de Cabrera     |
| Pares                                        | Avis                                         | Besavis                                      | Rebesavis                                        |
| -------------------------------------------- | -------------------------------------------- | -------------------------------------------- | ------------------------------------------------ |
| Juan Gaspar Enríquez de Cabrera              | Juan Alfonso Enríquez de Cabrera             | Luis III Enríquez                            | Luis II Enríquez                                 |
| Juan Gaspar Enríquez de Cabrera              | Juan Alfonso Enríquez de Cabrera             | Luis III Enríquez                            | Ana de Mendoza                                   |
| Juan Gaspar Enríquez de Cabrera              | Juan Alfonso Enríquez de Cabrera             | Vitòria Colonna                              | Marco Antonio Colonna                            |
| Juan Gaspar Enríquez de Cabrera              | Juan Alfonso Enríquez de Cabrera             | Vitòria Colonna                              | Felice Orsini                                    |
| Juan Gaspar Enríquez de Cabrera              | Luisa de Sandoval Padilla                    | Cristóbal Gómez de Sandoval, duc de Uceda    | Francisco de Sandoval y Rojas                    |
| Juan Gaspar Enríquez de Cabrera              | Luisa de Sandoval Padilla                    | Cristóbal Gómez de Sandoval, duc de Uceda    | Catalina de la Cerda                             |
| Juan Gaspar Enríquez de Cabrera              | Luisa de Sandoval Padilla                    | Mariana de Padilla Manrique                  | Martín de Padilla y Manrique                     |
| Juan Gaspar Enríquez de Cabrera              | Luisa de Sandoval Padilla                    | Mariana de Padilla Manrique                  | Luisa de Padilla y Manrique                      |
| Elvira Álvarez de Toledo                     | Luis Ponce de León                           | Rodrigo Ponce de León duc d'Arcos            | Luis Ponce de León                               |
| Elvira Álvarez de Toledo                     | Luis Ponce de León                           | Rodrigo Ponce de León duc d'Arcos            | María de Toledo i Figueroa                       |
| Elvira Álvarez de Toledo                     | Luis Ponce de León                           | Teresa de Zúñiga y Sotomayor                 | Francisco De Zúñiga Y Sotomayor, Iv duc de Béjar |
| Elvira Álvarez de Toledo                     | Luis Ponce de León                           | Teresa de Zúñiga y Sotomayor                 | Guiomar de Mendoza                               |
| Elvira Álvarez de Toledo                     | Victòria De Toledo                           | Pedro de Toledo marqués de Villafranca       | García Álvarez de Toledo                         |
| Elvira Álvarez de Toledo                     | Victòria De Toledo                           | Pedro de Toledo marqués de Villafranca       | Vittoria Colonna                                 |
| Elvira Álvarez de Toledo                     | Victòria De Toledo                           | Elvira De Mendoza                            | Iñigo López de Mendoza                           |
| Elvira Álvarez de Toledo                     | Victòria De Toledo                           | Elvira De Mendoza                            | María de Mendoza                                 |

## Matrimoni i descendents
Als 16 anys es va casar amb Ana Catalina de la Cerda Portocarrero, filla del VII duc de Medinaceli Antonio Juan de la Cerda y Toledo i de la seva esposa Ana Francisca Luisa Portocarrero. En no tenir descendència, el llinatge el va continuar el seu germà Luis IV Enríquez de Cabrera.

## Joventut
Va rebre del seu pare el títol de Comte de Melgar i va ser nomenat gentilhome de cambra de la reina Maria Anna d'Àustria (muller de Felip IV). En la seva joventut a Madrid va mostrar un caràcter arrogant i cerca-raons veient-se embolicat en nombroses disputes, entre elles l'assalt que es va dur a terme contra la casa del Comte d'Oropesa o l'alliberament mitjançant l'ús de la força del comte de Villalonso, pres en la presó de la cort. La seva condició nobiliària i la influència de la seva família van permetre que sortís impune dels seus actes.

## Capità de la Chamberga
El 1669, junt amb altres nobles, va ser nomenat capità del regiment de la Chamberga, una unitat militar instituïda recentment que sota el comandament del Marquès d'Aitona estava destinada a servir com a guàrdia real de Carles II durant la seva minoria d'edat, davant de l'amenaça que contra la seguretat d'aquest suposava el seu mig germà Joan Josep d'Àustria, que ja el febrer d'aquell mateix any havia avançat amb les seves tropes des d'Aragó fins a les portes de Madrid, fingint amb prendre les regnes del govern. La presència d'aquest regiment a Madrid va ser una font constant de problemes. Els soldats de la Chamberga, indisciplinats i mal pagats, van cometre tota classe d'abusos contra la població civil, van mantenir freqüents baralles amb els agutzils de la cort i van ignorar la justícia ordinària, emparats pel fur militar. El juliol de 1670, un altercat hagut entre la companyia de Melgar i la guàrdia estrangera va deixar diversos ferits, la qual cosa va motivar el seu desterrament de la Cort.

## Servei a Itàlia
| Es de geni sobradament viu i festiu; la capacitat més que mitjana, i la destresa és més que difícil que mols de la seva esfera li arribin a competir [..] La seva intenció pateix de massa seguretat, la seva vanitat i altivesa de poca, i la seva atenció de desmesura. La seva cautela i dissimulació és profunda, la seva industria bastant, les seves paraules dolces, el agrat i cortesia grans, i la seva determinació tant difícil com efectiva quan la fa. No passa de cinquanta anys. |

A fi de verificar el seu allunyament de la cort se li va concedir el comandament del Terç de Lombardía amb el càrrec de mestre de camp. La situació a Llombardia era complicada en aquelles dates: les tropes de Luis XIV, embarcades a la Guerra francoholandesa i enfrontades a la Quàdruple Aliança, de la que formava part Espanya, havien ocupat part de Sicília i amenaçaven Nàpols. Cinc anys després de la seva arribada, Melgar va ser ascendit a general de la cavalleria del Milanesat. El 1676, després de la mort de Climent X, va ser designat ambaixador extraordinari d'Espanya a Roma amb la missió de donar suport a la candidatura de Benedetto Giulio Odescalchi al conclave en el qual s'hauria d'elegir nou papa; aquest va sortir efectivament electe com Innocenci XI. El 1678 va ser designat per substituir interinamente al governador de Milà Claude Lamoral de Ligne, rebent el càrrec amb titularitat després de la mort d'aquest a l'any següent. En el seu activitat com a governador va sanejar l'economia del Milanesat i va reforçar les fortificacions i l'exèrcit. El 1683, trencades novament les hostilitats amb la França de Luis XIV, va prestar socors a Gènova, bombardejada per l'armada francesa de l'Almirall Duquesne i el Marquès de Seignelay. El 1685 va presentar la seva renúncia, coincidint amb el desterrament de la cort de Madrid del seu sogre i l'ascens del comte d'Oropesa. Carlos II el va anomenar ambaixador a Roma però Melgar, fent cas omís del nomenament, va tornar a Espanya, desacatament que va suposar el seu desterrament al Castell de Coca.

## Virrei de Catalunya
L'abril de 1688 es va produir a Catalunya un alçament popular en contra de les autoritats; davant de la incapacitat per a apaivagar el país del virrei Diego Felipe Messía de Guzmán, marquès de Leganés, Melgar va ser nomenat per substituir-lo. Els alçaments van ser ràpidament apaivagats, i a finals d'aquell mateix any Melgar va tornar a Madrid, cedint el virregnat al duc de Villafermosa Carlos de Gurrea Aragón y de Borja. Va ser en aquesta època quan se li va concedir l'hàbit de l'orde de Calatrava.

## Austriacista

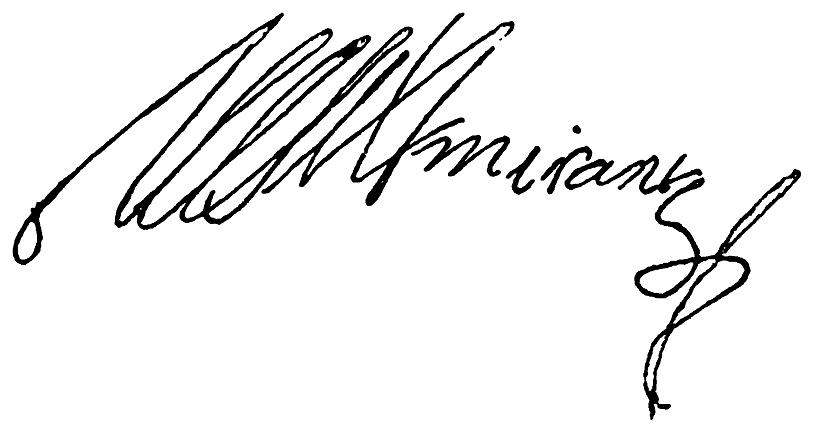
Firma de Juan Tomás Enríquez de Cabrera

A la mort del seu pare el 1691, va heretar els títols d'almirall de Castella i duc de Medina de Rioseco. Després de quedar vidu el febrer de 1696, el juny de 1697 va contreure noves nupcias amb Ana Catalina de la Cerda i Aragó, neboda de la seva anterior esposa, filla del VIII duc de Medinaceli Juan Francisco de la Cerda i vídua del duc de Sogorb Pere IV d'Empúries. Conjuntament amb el comte d'Oropesa havia estat el cabdill de l'alta noblesa castellana del «partit austríac» favorable a la successió en la Casa d'Àustria fins que el cardenal Portocarrero el va desterrar aprofitant el Motín de los gatos. A l'entronització de Felip V fou rehabilitat i el 1702 destinat com a ambaixador a França per mantenir-lo allunyat dels complots de la cort, però aquest marxà cap a Portugal per negociar-hi el suport a la causa austríaca. Finalment el rei de Portugal canvià de bàndol a canvi de la promesa d'obtenir Badajoz y Vigo, mentre firmà el Tractat de Methuen amb els anglesos. Des de Portugal va instar a l'arribada de l'arxiduc Carles d'Àustria per des d'allí reclamés el tron espanyol. Va morir poc després, a Portugal, el 1705.